# Niederurdorf
Niederurdorf (toponimo tedesco) è una frazione del comune svizzero di Urdorf, nel Canton Zurigo (distretto di Dietikon).

## Storia
Già comune autonomo, nel 1931 è stato accorpato all'altro comune soppresso di Oberurdorf per formare il nuovo comune di Urdorf.

## Amministrazione
Ogni famiglia originaria del luogo fa parte del cosiddetto comune patriziale e ha la responsabilità della manutenzione di ogni bene ricadente all'interno dei confini della frazione.